# Tral·les
Tral·les o Tral·lis o Tralleis (en llatí Tralles o Trallis, en grec antic Τράλλεις, Τράλλις) era una ciutat de Cària del districte de Tràl·lia, al sud de les muntanyes Messogis i una mica al nord de l'Escamandre, un afluent del qual, l'Eudon, passava per la ciutat. Tenia l'acròpoli en un turó elevat al nord de la ciutat.
Suposadament la van fundar els argius, que van tenir l'ajut d'un grup de tracis de la tribu dels tralles, d'on sembla que en va sortir el nom. Inicialment la ciutat es va dir Anthea o Evanthea, i després Erymna, Charax, Selèucia, i Antioquia, segons diuen Esteve de Bizanci, l'Etymologicum Magnum i Plini el Vell, fins que finalment va prendre el nom de Tralles. Però una altra versió diu que la van fundar els pelasgs que la van anomenar Larissa.
La ciutat estava situada en un lloc molt fèrtil, en una cruïlla de camins que la van convertir en un centre de comerç, i els seus habitants es distingien per la seva riquesa. Algun d'ells era normalment nomenat Asiarca, és a dir president del jocs que se celebraven al districte. En temps d'August un terratrèmol va destruir molts edificis públics i probablement no era la primera vegada; l'emperador va donar a la ciutat una forta quantitat de diners per la reconstrucció dels edificis danyats, diu Estrabó. Més tard van demanar fer un temple dedicat a Tiberi com a agraïment a l'emperador, però es va rebutjar la petició. Segons Plini el vell, Àtal I de Pèrgam tenia un palau a la ciutat. Juli Cèsar tenia una estàtua al temple de la Victòria.
La ciutat és mencionada amb molta freqüència pels autors antics, com ara Xenofont, Polibi, Titus Livi, Diodor de Sicília, Juvenal, Claudi Ptolemeu, i Hièrocles. Després del segle iv va caure en decadència, però Andrònic II Paleòleg la va restaurar.
Les ruïnes es troben a l'actual província d'Aydın.

## Personatges nascuts a la ciutat
- Apol·loni de Tral·les
- Taurisc de Tral·les
- Tèssal de Tral·les
- Flegó
- Antemi de Tral·les
- Alexandre de Tral·les